# Пёстрые мухоловки
Пёстрые мухоловки (лат. Ficedula) — род воробьиных птиц из семейства мухоловковых.
Обитают в Европе, Азии и Африке. Некоторые виды являются перелётными, другие миграций не совершают. У многих видов рода наблюдается половой диморфизм, причем самцы ярче самок.

## Виды
В состав рода включают 35 видов:
- Ficedula albicilla — Восточная малая мухоловка
- Ficedula albicollis — Мухоловка-белошейка
- Ficedula basilanica — Шиферная мухоловка
- Ficedula bonthaina — Целебесская мухоловка
- Ficedula buruensis — Молуккская мухоловка
- Ficedula crypta — Филиппинская мухоловка
- Ficedula disposita
- Ficedula dumetoria — Оранжевогрудая мухоловка
- Ficedula elisae
- Ficedula erithacus — Сосновая мухоловка
- Ficedula harterti — Мухоловка Хартерта
- Ficedula henrici — Пятнистая мухоловка
- Ficedula hodgsonii — Мухоловка-крошка
- Ficedula hyperythra — Снежнобровая мухоловка
- Ficedula hypoleuca — Мухоловка-пеструшка
- Ficedula luzoniensis
- Ficedula mugimaki — Таёжная мухоловка, или мухоловка-мугимаки
- Ficedula narcissina — Японская мухоловка
- Ficedula nigrorufa — Чёрно-рыжая мухоловка
- Ficedula owstoni
- Ficedula parva — Малая мухоловка
- Ficedula platenae — Палаванская мухоловка
- Ficedula riedeli — Танимбарская мухоловка
- Ficedula rufigula — Красногорлая мухоловка
- Ficedula ruficauda — Рыжехвостая мухоловка
- Ficedula sapphira — Сапфировая мухоловка
- Ficedula semitorquata — Полуошейниковая мухоловка
- Ficedula speculigera — Атласная пёстрая мухоловка
- Ficedula strophiata — Оранжевогорлая мухоловка
- Ficedula subrubra — Кашмирская мухоловка
- Ficedula superciliaris — Ультрамариновая мухоловка
- Ficedula timorensis (Hellmayr, 1919) — Тиморская мухоловка
- Ficedula tricolor — Трёхцветная мухоловка
- Ficedula westermanni — Сорочья мухоловка
- Ficedula zanthopygia — Желтоспинная мухоловка